# Editora Globo
Editora Globo este o ramură a concernului brazilian Grupo Globo responsabilă cu publicarea revistelor Época, Galileu, Auto Esporte, Casa e Comida, Casa e Jardim, Globo Rural, Pequenas Empresas &amp; Grandes Negócios, Quem și, în parteneriat cu Condé Nast, publică în Brazilia revistele Vogue și GQ.

## Istoric și proiecte
A fost fondată în 1952, sub numele de Rio Gráfica Editora, deoarece denumirea „Editora Globo” era deja folosită în Brazilia. În 1986 Roberto Marinho a cumpărat Editora Globo gaúcha și a schimbat numele editurii sale.
Editora Globo a creat, în 2007, Proiectul Generosidade, care adună revistele editurii în jurul unei obiectiv de pionierat în mass-media braziliană: prezentarea și popularizarea acțiunilor cu impact pozitiv asupra comunităților și a oamenilor care desfășoară activități în folosul comunităților umane din Brazilia. În 2007 au fost prezentate, timp de șase luni, mai multe povești inspiratoare și a fost înființat un premiu care urma să fie decernat instituției care a desfășurat cele mai importante activități în folosul obștesc.
Între 1 aprilie și 30 septembrie 2008 editura a republicat reportaje, mărturii și articole despre persoanele și entitățile care s-au implicat financiar sau în alte moduri pentru ajutorarea celorlalți. Cititorii pot participa prin trimiterea de relatări și mărturii pe site-ul editurii, care vor fi analizate și premiate conform regulamentului.
Activitatea desfășurată de editură în domeniul literaturii este variată. Globo Livros publică cărți în categoriile: administrație, marketing și publicitate, agricultură și zootehnie, biografie și memorii, științe umaniste și sociale, comunicare și artă, cercetare și știință, eseu, interviuri și reportaje, umor, literatură braziliană și străină, literatură pentru copii și tineret, muzică, afaceri și finanțe, lucrări de referință, psihologie, sănătate, educație și viață practică, religie, spiritualitate și ezoterism și teorie literară.
Serialul de benzi desenate Turma da Mônica a fost publicat din 1987 până în 2006, când a fost reluat de Panini Comics. Editura Globo a publicat și seriale de benzi desenate ale companiilor Marvel Comics și Sergio Bonelli Editore cu Tex, Zagor, Martin Mystère, Nathan Never și Bella și Bronco, precum și versiunea braziliană a revistei informative Wizard.
După ce a încetat publicarea serialului Turma da Mônica, editura a publicat serialele de benzi desenate Sítio do Pica-Pau Amarelo, Cocoricó și O Menino Maluquinho până în ianuarie 2008, când editura a anunțat că abandonează distribuirea revistelor prin standurile de ziare și se dedică distribuirii revistelor prin librării specializate. Printre titlurile distribuite în librării se află serialul As Aventuras de Tintin al autorului belgian Hergé, lansat în 2016.
La 1 ianuarie 2017 Infoglobo și-a inaugurat noul sediu, situat în cartierul Cidade Nova din centrul orașului Rio de Janeiro, concentrându-se pe versiunile digitale dezvoltate pentru diferite platforme: telefon mobil, tabletă, computer și ediții tipărite. Odată cu integrarea redacțiilor nu mai există nicio diferență între conținutul tipărit și cel online și este facilitat schimbul de informații între ziarele O Globo, Extra, Expresso și Valor Econômico și Editora Globo. În august 2017 Infoglobo a devenit distribuitor al benzilor desenate publicate de Panini Comics la Rio de Janeiro.

## Publicații

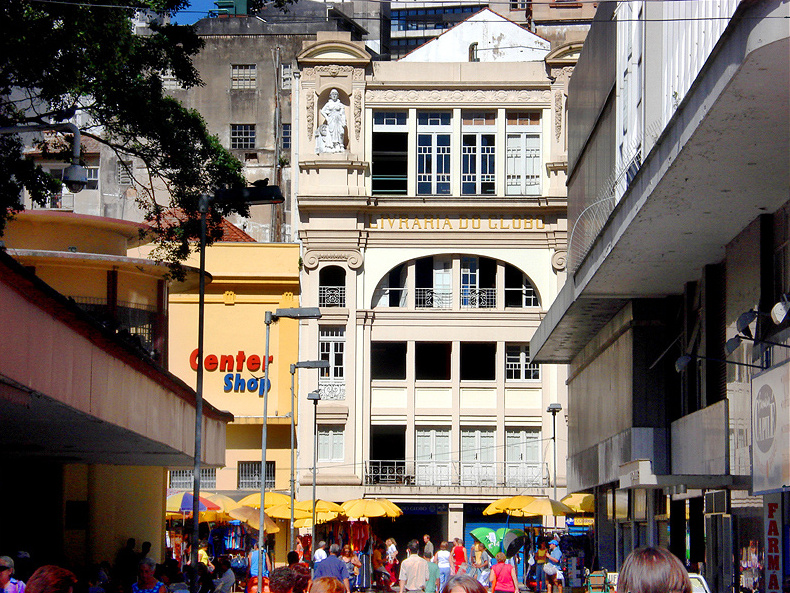
Fațada din spate a Livraria do Globo din Porto Alegre, a cărei editură a fost cumpărată de Roberto Marinho în 1986.

Editura a publicat mai multe reviste, din diverse domenii și cu teme diferite:
- Revista do Globo
- Época
- Quem (doar digitală)
- Marie Claire
- Casa &amp; Jardim
- Crescer
- Pequenas Empresas &amp; Grandes Negócios
- Auto Esporte
- Galileu
- Globo Rural
- Vogue
- Casa Vogue
- GQ
- Glamour